# Steve Reed
Steven Mark Ward Reed (ur. 12 listopada 1963 w St Albans) – brytyjski polityk, członek Partii Pracy, od 2024 minister środowiska, żywności i spraw wsi. Od 2012 poseł do Izby Gmin.

## Życiorys

### Młodość, wykształcenie i kariera zawodowa
Urodził się i wychował w St Albans, w rodzinie robotniczej. Jego rodzice pracowali w drukarni, do czasu jej zamknięcia w 1983. Ukończył anglistykę na Uniwersytecie w Sheffield – stając się pierwszą osobą w swojej rodzinie, która uzyskała wyższe wykształcenie. Po studiach zamieszkał w Londynie i pracował w wydawnictwie edukacyjnym. Działał również w związku zawodowym, pełniąc w nim m.in. funkcję sekretarza oddziału. Od 1998 do 2001 był szefem wydawnictwa prawniczego.

### Działalność polityczna
Wstąpił do Partii Pracy wieku 16 lat. Kierował kampanią tej partii w dzielnicy Brixton, przed wyborami parlamentarnymi w 1997. W latach 1998–2012 był radnym londyńskiej gminy Lambeth (od 2006 sprawował funkcję jej przewodniczącego). W 2013, za zasługi na rzecz samorządu terytorialnego, został oficerem Orderu Imperium Brytyjskiego (OBE). 
Po śmierci Malcolma Wicksa (dotychczasowego posła do Izby Gmin z okręgu Croydon North), z powodzeniem kandydował w wyborach uzupełniających, które odbyły się w listopadzie 2012. Uzyskiwał w tym okręgu wyborczym reelekcje poselskie w latach: 2015, 2017 i 2019. W wyborach parlamentarnych w 2024 został wybrany z nowo utworzonego okręgu Streatham and Croydon North.
W latach 2013–2020 pełnił niższe funkcje rządowe w gabinetach cieni Eda Milibanda i Jeremy'ego Corbyna. 6 kwietnia 2020, bezpośrednio po objęciu przywództwa w Partii Pracy przez Keira Starmera, wszedł w skład utworzonego przez niego gabinetu cieni. Początkowo zajmował w nim stanowisko ministra społeczności i samorządów lokalnych (do 29 listopada 2021), następnie ministra sprawiedliwości, zaś od 4 września 2023 – ministra środowiska, żywności i spraw wsi.
5 lipca 2024 objął tę samą funkcję w gabinecie Keira Starmera.

### Życie prywatne
Jest gejem. W 2022 zawarł związek małżeński ze swoim partnerem. Mieszka w Londynie, w dzielnicy Croydon.